# Midrash Eleh Ezkerah
Midrash Eleh Ezkerah in ebraico אלה אזכרה‎? è una midrash aggadica, una delle midrashim più brevi, che riceve il suo nome dal fatto che una seliḥah dello Yom Kippur sullo stesso oggetto e iniziante con le parole "Eleh ezkerah", racconta l'esecuzione di dieci famosi maestri della Mishnah durante il tempo delle persecuzioni dell'imperatore Adriano (cfr. Dieci Martiri). Lo stesso evento viene narrato in una fonte molto antica, Ekah Rabbati del Libro delle Lamentazioni ii. 2.

## Versione suEleh Ezkerah

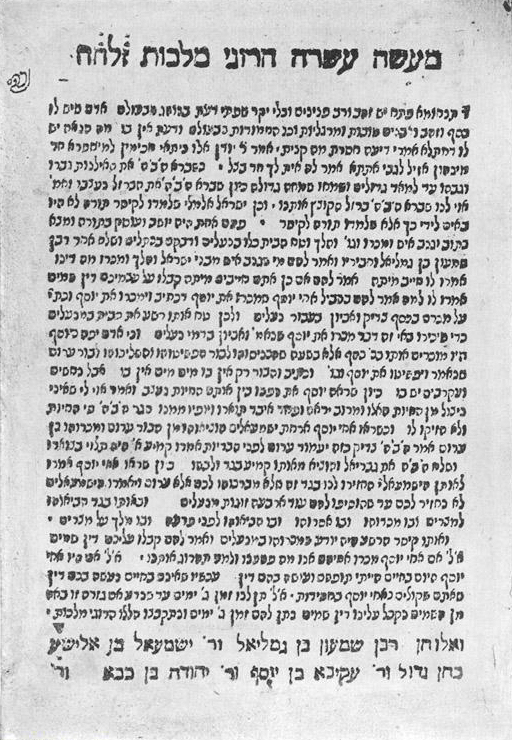
Pagina della Midrash Eleh Ezkerah, Costantinopoli, 1620

Secondo il Midrash Eleh Ezkerah, un imperatore romano ordinò l'esecuzione dei dieci saggi di Israele per espiare la colpa dei figli di Giacobbe, che avevano venduto loro fratello Giuseppe – un reato che, secondo Esodo 22:16, doveva essere punito con la morte. I nomi dei martiri sono dati qui di seguito, come trascritti dalla succitata seliḥah (varianti in parte dalla Eichah Rabbah e dalla Midrash Tehillim):
- Rabbi Shimon ben Gamliel
- Rabbi Ishmael, Sommo sacerdote
- Rabbi Akiva
- R. Haninah ben Teradion
- R. Judah ben Baba
- R. Judah ben Dama
- R. Ḥuzpit
- R. Hanina ben Hakinai
- R. Jeshebeab
- R. Eleazar ben Shammua

Anche se questo midrash impiega altre fonti, prendendo in prestito – probabilmente dalle Hekalot – la sua introduzione dal Midrash Konen e dal racconto della conversazione di Rabbi Ismaele con gli angeli in cielo, forma nondimeno un'opera coerente. Fu redatto da Adolf Jellinek sulla base del Codice di Amburgo (Lipsia, 1853, e nel suo B. H. ii. 64-72) e, secondo un altro manoscritto, da S. Chones, nel suo Rab Pe'alim (pp. 157–160). Una seconda e terza recensione del midrash furono redatte, sulle basi di fonti manoscritturali, in B. H. (vi. 19-35), e una quarta è contenuta nell'opera liturgica spagnola Bet Ab (Livorno, 1877). Secondo Jellinek, "la quarta recensione è la più antica, poiché usa porzioni di Hekalot; accanto a questa stanno la seconda e terza recensione; la più recente è la prima che, nondimeno, ha il vantaggio di una reale conformità con lo spirito ebraico e lo rappresenta al meglio." Il martirio dei dieci saggi viene trattato anche nelle aggiunte alle Hekalot (B. H. v. 167 et seq.) e nella ḳinah di Tisha b'Av.